# کوکو لوبیا سبز
کوکو لوبیا سبز یکی از غذاهای سنتی و محلی تبریز است. 
در تهیه این غذا از لوبیا سبز، هویج، پیاز، گوشت چرخ کرده، سیب زمینی، زرشک و تخم مرغ استفاده می‌شود. برای تهیه لوبیا و هویج آب‌پز یا بخارپز می‌شوند. سیب‌زمینی‌ها هم جداگانه خرد و سرخ می‌شوند. سپس گوشت داخل پیاز تفت داده می‌شود و سپس در تخم‌مرغ ها را شکسته و هم زده و با مواد درست شده مخلوط کرده و زرشک نیز به آن اضافه می‌کنند. برای پخت می‌توان از تابه یا فر استفاده کرد.
در نوع ساده‌تر کوکو لوبیا، لوبیاها را پس از خرد کردن و پختن با تخم مرغ، کمی آرد، کمی پیاز تفت داده شده، زعفران، نمک و فلفل مخلوط کرده و در تابه سرخ می‌کنند.